# Osas Saha
Osas Marvelous Ikpefua, meglio noto come Osas Saha (Warri, 8 ottobre 1986), è un calciatore nigeriano naturalizzato indonesiano, attaccante del Persibo Bojonegoro.

## Carriera

### Club
Dopo aver giocato in club nigeriani trascorre la stagione 2007-2008 con i belgi del Malines; nella stagione 2008-2009 mette invece a segno 7 reti in 19 presenze nella prima divisione albanese con l'Elbasani. Dal 2009 in poi gioca in vari club della prima e della seconda divisione indonesiana, con anche una parentesi da 11 presenze e 5 reti nella prima divisione malaysiana con il Penang nel 2016.

### Nazionale
Nel 2019 ha giocato 2 partite con la nazionale indonesiana.

## Statistiche

### Cronologia presenze e reti in nazionale
| Cronologia completa delle presenze e delle reti in nazionale ― Indonesia | Cronologia completa delle presenze e delle reti in nazionale ― Indonesia | Cronologia completa delle presenze e delle reti in nazionale ― Indonesia | Cronologia completa delle presenze e delle reti in nazionale ― Indonesia | Cronologia completa delle presenze e delle reti in nazionale ― Indonesia | Cronologia completa delle presenze e delle reti in nazionale ― Indonesia | Cronologia completa delle presenze e delle reti in nazionale ― Indonesia | Cronologia completa delle presenze e delle reti in nazionale ― Indonesia |
| Data                                                                     | Città                                                                    | In casa                                                                  | Risultato                                                                | Ospiti                                                                   | Competizione                                                             | Reti                                                                     | Note                                                                     |
| ------------------------------------------------------------------------ | ------------------------------------------------------------------------ | ------------------------------------------------------------------------ | ------------------------------------------------------------------------ | ------------------------------------------------------------------------ | ------------------------------------------------------------------------ | ------------------------------------------------------------------------ | ------------------------------------------------------------------------ |
| 10-9-2019                                                                | Giacarta                                                                 | Indonesia                                                                | 0 – 3                                                                    | Thailandia                                                               | Qual. Mondiali 2022                                                      | -                                                                        | 65’                                                                      |
| 19-11-2019                                                               | Kuala Lumpur                                                             | Malaysia                                                                 | 2 – 0                                                                    | Indonesia                                                                | Qual. Mondiali 2022                                                      | -                                                                        | 58’                                                                      |
| Totale                                                                   |                                                                          | Presenze                                                                 | 2                                                                        |                                                                          | Reti                                                                     | 0                                                                        |                                                                          |

## Palmarès

### Club

#### Competizioni nazionali
- Campionato indonesiano: 1

Persija: 2018